# Heinrich Welker
Heinrich Johann Welker (Ingolstadt, 9 de setembro de 1912 — Erlangen, 25 de dezembro de 1981) foi um físico alemão.

## Publicações selecionadas
- Arnold Sommerfeld and Heinrich Welker Künstliche Grenzbedingungen beim Keplerproblem, Annalen der Physik 32 56-65 (1938) as cited in Sommerfeld Bibliography
- Arnold Sommerfeld and Heinrich Welker Über ein elektronentheoretisches Modell des Supraleiters. Mitteilung über die Arbeit., Sitzungsberichte der mathematisch-naturwissenschaftlichen Klasse der Bayerischen Akademie der Wissenschaften zu München page 5 (1938) as cited in Sommerfeld Bibliography
- Michael Riordan (2005). «How Europe Missed The Transistor». IEEE Spectrum. Vol. 42 (11): 52–57. doi:10.1109/MSPEC.2005.1526906. Consultado em 15 de dezembro de 2010. Arquivado do original em 14 de fevereiro de 2008